# یواس‌اس شاتل (اس‌پی-۳۵۷۲)
یواس‌اس شاتل (اس‌پی-۳۵۷۲) (به انگلیسی: USS Shuttle (SP-3572)) یک کشتی بود که طول آن ۹۴ فوت ۶ اینچ (۲۸٫۸۰ متر) بود. این کشتی در سال ۱۹۰۶ ساخته شد.